# Дивізія ППО
Дивізія протиповітряної оборони — узагальнена назва різних типів з'єднань, дивізій, війська протиповітряної оборони, що перебували/-ють у складі Збройних сил деяких країн, і призначені для прикриття угруповань військ та об'єктів їх тилу від повітряних ударів противника при веденні об'єднаннями, з'єднаннями, частинами та підрозділами операцій (бойових дій), проведенні перегрупувань (маршів) та розташуванні на місці, а також забезпечення прикриття з повітря великих політичних та економічних центрів, окремих важливих об'єктів інфраструктури, важливих об'єктів фронтового тилу та вирішення бойових завдань у взаємодії зі з'єднаннями інших родів військ ППО.

## Типи дивізій ППО
- зенітна дивізія:
  - зенітна артилерійська дивізія РГК — дивізія ППО, що призначалася для протиповітряної оборони загальновійськових (танкових) армій, резервів та важливих об'єктів фронтового тилу та вирішення бойових завдань у взаємодії зі з'єднаннями інших родів військ ППО
  - зенітна артилерійська дивізія ППО — дивізія ППО, що призначалася для протиповітряної оборони великих економічних та політичних центрів або окремих важливих об'єктів країни та вирішення бойових завдань у взаємодії зі з'єднаннями інших родів військ ППО
  - зенітна кулеметна дивізія ППО — дивізія ППО, що призначалася для протиповітряної оборони великих економічних та політичних центрів або окремих важливих об'єктів країни та вирішення бойових завдань у взаємодії зі з'єднаннями інших родів військ ППО переважно шляхом застосування зенітних кулеметних систем
  - зенітна ракетна дивізія — дивізія ППО, що призначалася для протиповітряної оборони визначених центрів або важливих об'єктів країни та вирішення бойових завдань у взаємодії зі з'єднаннями інших родів військ ППО шляхом застосування зенітної ракетної зброї
  - зенітна прожекторна дивізія — дивізія ППО, що призначалася для боротьби з повітряним противником шляхом створення світлових прожекторних полів і вирішення бойових завдань у взаємодії зі з'єднаннями інших родів військ ППО
- винищувальна дивізія ППО:
  - винищувальна дивізія ППО — дивізія ППО, що призначалася для боротьби з повітряним противником та вирішення інших бойових завдань у взаємодії зі з'єднаннями інших родів ПС, сухопутними військами та військово-морським флотом або самостійно